# La Perle des servantes
Pour plus de détails, voir Fiche technique et Distribution.
La Perle des servantes est un film muet français réalisé par Georges Méliès, sorti en 1907.

## Fiche technique
- Titre : La Perle des servantes
- Titre anglophone : An Angelic Servant (États-Unis)
- Réalisation :	Georges Méliès
- Société de production : Star Film
- Société de distribution :  Star Film (France), John D. Rock (États-Unis)
- Pays d'origine :  France
- Langue : film muet avec les intertitres en français
- Métrage : 147 mètres
- Format : Noir et blanc — 35 mm — 1,33:1 — Muet
- Genre : Comédie
- Durée : 4 minutes 50
- Dates de sortie : 
  -  France : 1907